# Tomáš Berdych

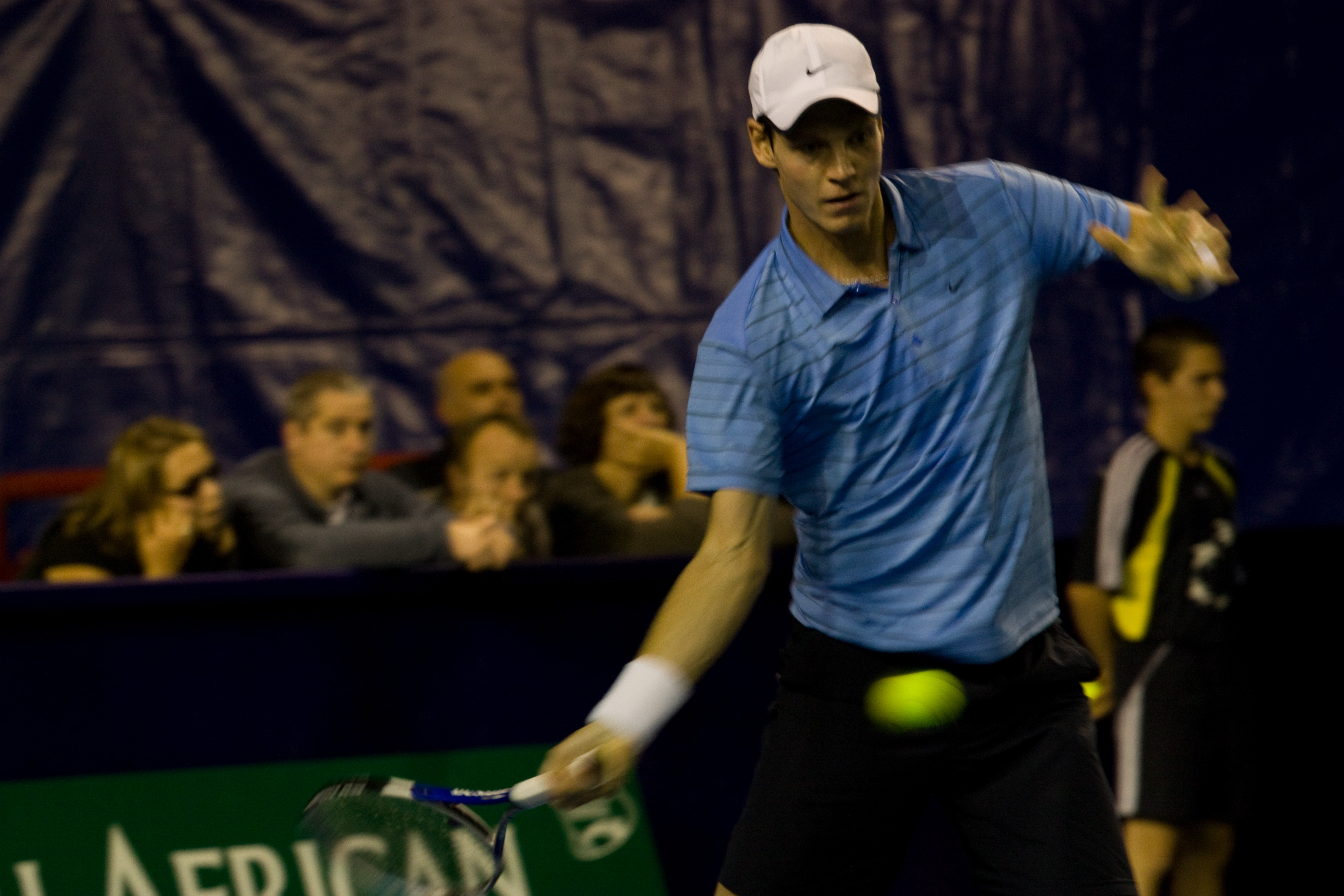
Berdych na BNP Paribas Masters 2008

Tomáš Berdych (* 17. září 1985 Valašské Meziříčí) je český tenisový trenér a bývalý tenista, který se na profesionálních okruzích pohyboval v letech 2002–2019. Od září 2024 je kapitánem českého daviscupového týmu, když na této pozici vystřídal Jaroslava Navrátila. S tenisem začal v pěti letech. Poprvé na sebe výrazněji upozornil na Letních olympijských hrách 2004, kde porazil světovou jedničku Švýcara Rogera Federera. 
Na okruhu ATP Tour získal třináct titulů ve dvouhře včetně BNP Paribas Masters 2005. K nim přidal dvě deblové trofeje. V sezóně 2010 si zahrál finále na Sony Ericsson Open v Key Biscayne a semifinále na French Open. Probojoval se také do jediného kariérního finále grandslamu ve Wimbledonu 2010, v němž nestačil na světovou jedničku Rafaela Nadala. Na Turnaji mistrů 2011 podlehl v semifinále Jo-Wilfriedu Tsongovi. Účastí mezi poslední čtyřkou hráčů na US Open 2012 a Australian Open 2014 zkompletoval jako druhý český tenista historie, po Ivanu Lendlovi, semifinálové účasti na všech čtyřech grandslamech.
Na žebříčku ATP pro dvouhru byl nejvýše klasifikován v květnu 2015 na 4. místě, jako první Čech na takto vysoké pozici od října 1998, kdy čtvrtou příčku opustil Petr Korda. Ve čtyřhře pak nejvýše figuroval v dubnu 2006 na 54. místě. V letech 2017–2019 jej trénoval bývalý tenista Martin Štěpánek.
Za český daviscupový tým si poprvé zahrál v roce 2003, a to v baráži Světové skupiny proti Thajsku, v níž vyhrál dvouhru nad Udomčokem a s Jiřím Novákem také čtyřhru. V soutěži nastoupil k dvaceti devíti mezistátním utkáním s bilancí 29–15 ve dvouhře a 21–2 ve čtyřhře. V roce 2012 byl jedničkou týmu, který vyhrál Davisův pohár, když v pražském finále porazil Španělsko 3:2 na zápasy. Výhrou ve finále čtyřhry se s Radkem Štěpánkem stali historicky nejúspěšnější českou dvojicí v soutěži. V následujícím ročníku 2013 dokázal s českým týmem „salátovou mísu“ obhájit, když ve finále proti Srbsku získal první bod proti Dušanu Lajovićovi a s Radkem Štěpánkem následně zvládli i čtyřhru. Berdych si tak připsal druhý titul v soutěži. S Petrou Kvitovou vyhrál v českém týmu Hopman Cup 2012.
Za nejoblíbenější uvedl tvrdý povrch. Hrál pravou rukou a mezi preferované údery patřily forhend a servis. Osm let jej trénoval Jaroslav Navrátil, s nímž ukončil spolupráci na konci roku 2008 poté, co kouč přijal místo šéftrenéra TK Agrofert Prostějov, jehož byl také členem.

## Tenisová kariéra

### 2002
Do profesionálního tenisu vstoupil v sedmnácti letech. První rok své kariéry odehrál tři challengery a několik turnajů kategorie Futures na území Česka a Slovenska. Na dvou událostech této kategorie zvítězil. Ve finále Czech Republic F5 porazil Pavla Šnobela.
Na turnaji F8 pak v boji o titul zdolal Ladislava Chramostu.
Na okruhu Futures se účastnil i čtyřher s různými partnery. Nejlepšího výsledku dosáhl s Lukášem Dlouhým, když se na turnaji F9 v Česku probojovali do finále, v němž podlehli německému páru Petzschner a Stadler.

### 2003
V druhé sezóně odehrál několik turnajů nižších kategorií. Vyhrál Future F5 ve Velké Británii, kde ve finále zdolal Petera Clarka. Na challengeru vyhrál dvě události, první ve Štýrském Hradci, kde v boji o titul zdolal tenistu Juliana Knowleho, a druhou v maďarském Burdaösu, když ve finále porazil Bulhara Ivayla Tarykova.
Poprvé se kvalifikoval do hlavní soutěže Grand Slamu, a to na US Open. V kvalifikaci sice prohrál ve třetím kole s Roko Karanušićem, ale do turnaje postoupil jako šťastný poražený. V hlavní fázi vyřadil v prvním kole Němce Tomase Behrenda. Ve druhém dějství ale nestačil na Juana Ignacio Chelu. Ve čtyřhře zaznamenal premiérové turnajové triumfy. Nejprve s Jaroslavem Levinským vyhrál challenger v Sarajevu, kde ve finále porazili švédskou dvojici Simon Aspelin a Johan Landsberg. Poté s Michalem Navrátilem zvítězil na události kategorie Futures ve Velké Británii a nakonec také na pražském challengeru, kde v rozhodujícím utkání zdolali argentinský pár Martín García a Sebastián Prieto.
Tři dny po dovršení osmnácti let poprvé reprezentoval Českou republiku v Davis Cupu. V baráži světové skupiny proti Thajsku nejprve s Jiřím Novákem ve čtyřhře porazili dvojici Paradorn Srichaphan a Danai Udomčoke, a posléze za rozhodnutého stavu ještě vyhrál dvouhru nad Danaiem Udomčokem. Za posun z šesté stovky žebříčku ATP až na 103. místo poprvé vyhrál anketu Zlatý kanár v kategorii Postup na žebříčku ATP.

### 2004
V sezóně 2004 se více věnoval challengerům a událostem ATP Tour. Na challengerech vyhrál turnaje v Besançonu, Weidenu a Braunschweigu. Sezónu začal neúspěšným pokusem se kvalifikovat do hlavní soutěže turnaje v Aucklandu. O týden později se mu již podařilo kvalifikovat na úvodní grandslam sezóny Australian Open. V prvním kole porazil Francouze Nicolase Mahuta. Ve druhém kole však nestačil na čtvrtého nasazeného Andreho Agassiho, když s ním hladce prohrál ve třech setech. V únoru opět nastoupil do Davis Cupu, nicméně nebyl tak úspěšný jako v loňském roce. Felicianu Lópezovi podlehl ve čtyřech setech. Česká republika na Španělsko nestačila a po prohře 2:3 na zápasy sestoupila do baráže Světové skupiny.
Debutoval také na French Open a ve Wimbledonu. Na obou grandslamech však nepřešel přes úvodní kolo. Na prvním z nich podlehl Thajci Paradornu Srichaphanovi po čtyřsetovém průběhu. Ve Wimbledonu jej pak porazil Francouz Julien Benneteau. Poté odjel reprezentovat Českou republiku na Letních olympijské hry do Atén. V prvním kole vyřadil Floriana Mayera. Ve druhé fázi soutěže překvapil tenisový svět, když jako 74. hráč světa zdolal světovou jedničku Švýcara Rogera Federera v třísetové bitvě. Po tomto úspěchu přešel ve třetím dějství přes patnáctého nasazeného Tommy Robreda. Vypadl ve čtvrtfinále, v němž ho vyřadil nenasazený Američan Taylor Dent ve dvou sadách.
Na US Open v úvodním kole porazil v pětisetové bitvě Švéda Jonase Björkmana. Ve druhé fázi na něj nestačil Fin Tuomas Ketola, kterého zdolal ve třech sadách. V následném utkání odehrál další pětisetový boj, když vyhrál nad Rusem Michailem Južným. V osmifinále nestačil na Tommyho Haase z Německa. O necelý měsíc později nastoupil do baráže Davisova poháru proti týmu Paraguaye. Berdych ve dvouhře zdolal Ramóna Delgada a pomohl tak k jednoznačné výhře Česka 5:0 na zápasy.  Na závěr sezóny se přesunul na turnaj do Palerma. V semifinále vyřadil sedmého nasazeného Španěla Davida Ferrera, a když poté ve finále zvítězil i nad Italem Filippem Volandrim, získal první titul na okruhu ATP Tour. Po triumfu se na žebříčku ATP poprvé posunul do elitní padesátky, což mu podruhé za sebou v anketě Zlatý kanár vyneslo prvenství v kategorii Postup na žebříčku ATP.

### 2005
Sezónu nezačal v dobré formě a na prvních lednových událostech v Adelaide a Sydney vypadl hned v úvodním kole. Také na Australian Open neprošel ve dvouhře do druhého kola. V mužské čtyřhře zaznamenal lepší výsledek, když se spolu s Rumunem Andreiem Pavlem probojovali až do čtvrtfinále, kde podlehli rakousko-německé dvojici Jürgen Melzer a Alexander Waske.
V Marseille, Rotterdamu a Dubaji pokaždé vypadl ve druhém kole. Na posledním jmenovaném turnaji odehrál debl s Němcem Nicolasem Kieferem, s nímž vypadli až v semifinále po porážce od švédsko-francouzského páru Jonas Björkman a Fabrice Santoro. Následně reprezentoval v Davis Cupu. Ale v prvním kole Světové skupiny nepodal proti Argentině přesvědčivý výkon, když jej v páteční dvouhře přehrál Guillermo Coria. Česká republika celkově prohrála 5:0 a musela opět sehrát utkání o udržení v baráži. Po Davisově poháru hrál turnaj kategorie ATP World Tour Masters 1000 v Indian Wells a poprvé v sezóně postoupil ve dvouhře do třetího kola. Ve druhé fázi soutěže porazil devatenáctého nasazeného Chorvata Maria Ančiće. V dalším utkání však již nestačil na dalšího Chorvata Ivana Ljubičiće. Na několika dalších turnajích ATP vypadl v úvodní fázi. V květnu reprezentoval Českou republiku na Světovém poháru družstev. V singlu dokázal porazit Francouze Michaëla Llodru, zbylé dvě dvouhry prohrál, když nejdříve nestačil na Argentince Guillerma Cañase a poté Chilana Nicoláse Massúa. Ve čtyřhře spolu s Jiřím Novákem podlehli francouzskému páru Arnaud Clément a Michaël Llodra, ale další utkání s Argentinou, kterou reprezentovali Juan Ignacio Chela a Gastón Gaudio, a také s chilskou dvojicí Hermes Gamonal a Adrián García dokázali vyhrát. Český výběr skončil v červené skupině na posledním místě. Na French Open zdolal v úvodním kole Američana Jeffa Morrisna, ve druhém však nestačil na Argentince Davida Nalbandiana. V deblu se po boku Tomáše Zíba probojoval také do druhého kola, v němž je porazil ruský pár Igor Andrejev a Nikolaj Davyděnko.
Na následném turnaji v Londýně vypadl hned v prvním kole a v Hamburku prošel do druhého dějství. Na Wimbledonu se probojoval do třetího kola, kde skončil na raketě svého olympijského přemožitele Taylora Denta. Navazující týden zaznamenal první větší úspěch sezóny, když si na Swedish Open zahrál finále dvouhry. V boji o titul jej porazila světová trojka Španěl Rafael Nadal. V německém Stuttgartu postoupil do čtvrtfinále, kde byl vyřazen Rusem Davyděnkem.
Na událostech US Open Series měl výsledky poměrně dobré. Ve Washingtonu, D.C. se probojoval do semifinále, kde jej přemohl americký tenista James Blake. Na Canada Masters a Cincinnati Masters vypadl ve druhém kole. Na US Open nepřešel přes třetí fázi soutěže, když jej v ní vyřadila turnajová sedmička Andre Agassi. Po zářijovém grandslamu opět reprezentoval v baráži Davisova poháru. V zápase o udržení ve Světové skupině se Česko utkalo s Německem. Berdych dokázal ve dvou pětisetových bitvách získat dva body – nejprve porazil Tommyho Haase a poté v nedělním duelu zdolal také Nicolase Kiefera. Další tři zápasy však Češi prohráli a sestoupili tak poprvé v historii do první skupiny euroafrické zóny. Na turnajích ve Vídni, Madridu a Palermu vypadl hned v prvním kole. V Basileji vypadl ve druhé fázi s Britem Andy Murrayem. 
Posledním turnajem, který v sezóně odehrál, byl BNP Paribas Masters, na němž zaznamenal premiérový zisk titulu z kategorie ATP World Tour Masters 1000, po grandslamu druhé nejvyšší úrovně ATP Tour. Na cestě za titulem nejprve přehrál krajana Jiřího Nováka, ve druhém kole vyřadil turnajovou dvojku Guillerma Coria, ve třetí fázi přešel přes třináctého nasazeného Španěla Juana Carlose Ferreru. V osmifinále pak vyřadil Argentince Gastóna Gaudia, jemuž ve druhé sadě nepovolil ani jedinou hru. V semifinále si poradil s českou jedničkou Radkem Štěpánkem. Konečně ve finále udolal šestého nasazeného Ivana Ljubičiće z Chorvatska v pěti sadách.

### 2006
Rok 2006 začal na Next Generation Adelaide International, kde se dostal až do semifinále. Následně ovšem brzy vypadl na turnaji v Sydney, na Australian Open a v Marseille, Rotterdamu a Dubaji. Na French Open se dostal do 4. kola, kde prohrál s Rogerem Federerem. Následně se na Gerry Weber Open dostal do svého prvního finále na trávě. Zde ovšem prohrál opět s Rogerem Federerem.
V téže sezóně se na zbylých dvou grandslamech, Wimbledonu a US Open, dostal taktéž do 4. kola.

### 2007
Na začátku roku reprezentoval se svojí tehdejší přítelkyní Lucií Šafářovou Českou republiku na Hopmanově poháru. V této sezóně také zlepšil své nejvyšší umístění na Australian Open. Na úvodním grandslamu sezóny se dostal do osmifinále, kde ho vyřadil tehdy třetí hráč světa Nikolaj Davyděnko. Po následujících brzkých prohrách na turnajích Rotterdamu, Dubaji, Indian Wells a Miami se na antukovém turnaji v Monte Carlu probojoval až do semifinále. French Open ovšem opustil již v 1. kole, kde jej vyřadil Guillermo García-López. Poté získal svůj třetí titul ve dvouhře, a to na turnaji ATP v Halle. Na Wimbledonu se probojoval až do čtvrtfinále, kde prohrál s Rafaelem Nadalem. Na US Open dosáhl do 4. kola.

### 2010
Sezónu zahájil na Brisbane International, kde se dostal do semifinále. Zahrál si také finále turnaje v Miami.
Na French Open došel až do semifinále. Ve Wimbledonu se probojoval až do finále, kde prohrál s Rafaelem Nadalem. Na turnaji ale porazil i Novaka Djokoviče (v semifinále) či Rogera Federera (ve čtvrtfinále). Zatím (únor 2016) se mu nepovedlo dostat se do dalšího grandslamového finále. US Open v této sezóně opustil již v 1. kole.

### 2012
Sezónu zahájil na přelomu roku účastí na Hopmanově poháru po boku světové dvojky Petry Kvitové. Z pozice prvního nasazeného týmu 24. ročník turnaje vyhráli bez ztráty mezistátního zápasu. Na prvním grandslamu roku, Australian Open, postoupil Čech až do čtvrtfinále a zopakoval svůj výsledek z posledního ročníku. Zde však již nestačil na tehdejší světovou dvojku, Rafaela Nadala ze Španělska, kterému podlehl po čtyřech vyrovnaných setech.

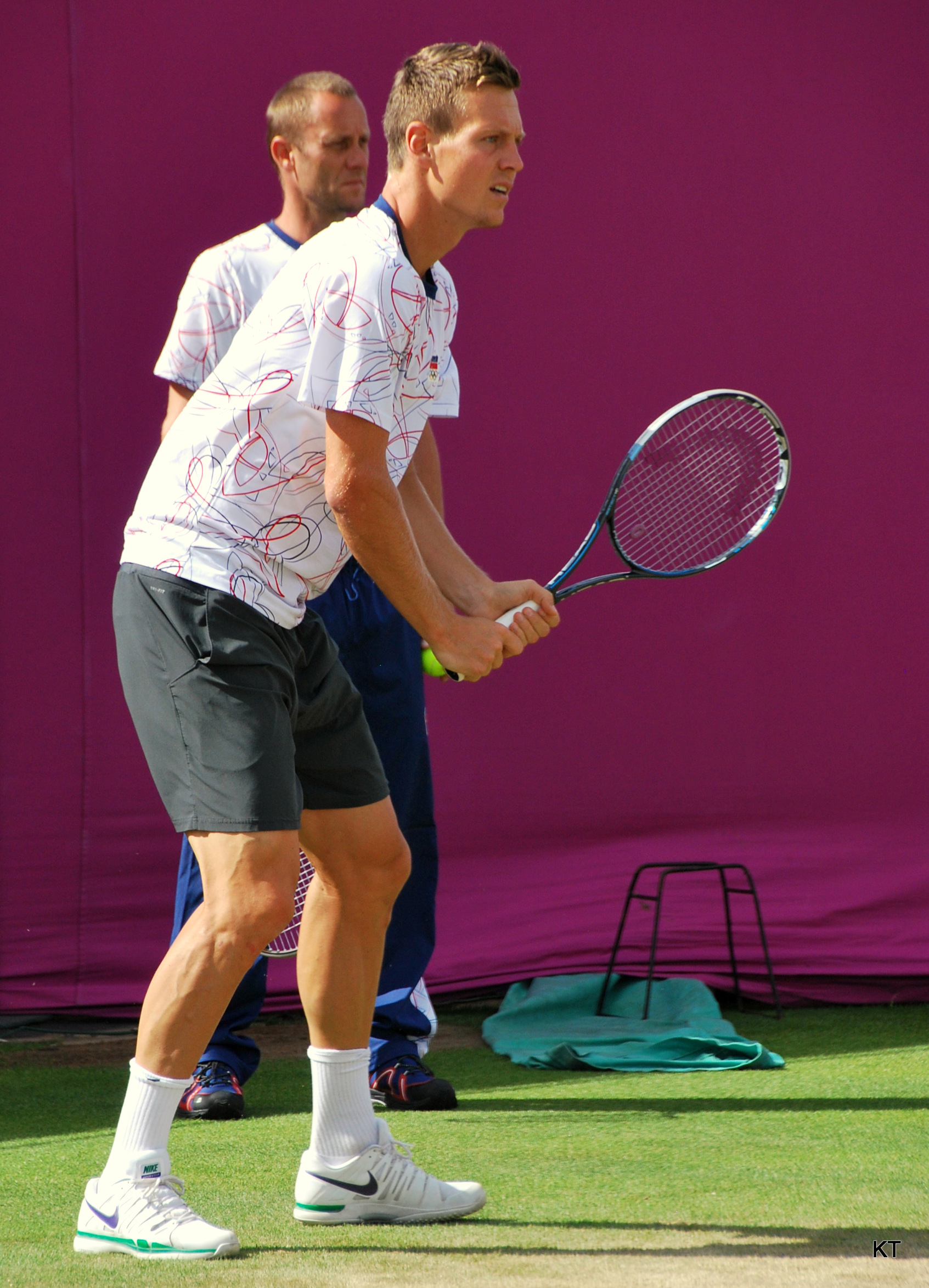
Trénink na olympijském turnaji v Londýně

Po skončení australského turné se přesunul do Evropy, kde ho čekaly dva halové turnaje. Na prvním z nich, turnaji ve francouzském Montpellier, dokázal zvítězit poté, co ve finále přemohl Francouze Gaëla Monfilse. Získal tak první titul v sezóně. Na dalším halovém turnaji v nizozemském Rotterdamu se dostal český hráč do semifinále, ve kterém prohrál jasně ve dvou setech s Argentincem Del Potrem. Na amerických turnajích na tvrdém povrchu prohrál nejprve ve 4. kole turnaje v Indian Wells, následně ve 3. kole turnaje v Miami. Po návratu ze Spojených států se již chystal na daviscupové střetnutí českého výběru se Srbskem. Zde dokázal opanovat jak obě dvouhry, do kterých nastoupil, tak také společně s Radkem Štěpánkem i čtyřhru a zajistil Česku postup do zářijového semifinále proti Argentině.
Na prvním evropském antukovém turnaji sezóny v Monte Carlu došel až do semifinále, když ve čtvrtfinále porazil světovou čtyřku Andyho Murrayho. Semifinálový zápas se Srbem Djokovićem již Berdych ve třech setech prohrál. V Římě skončil český hráč ve čtvrtfinále, kde podlehl nejlepšímu antukáři současnosti a pozdějšímu vítězi turnaje Nadalovi. Na modré antuce v Madridu, kde startoval jako šestý nasazený, dokázal na své cestě do finále porazit Andersona, Monfilse, Verdasca a Del Potra. Ve finále jej udolala světová trojka Roger Federer. Před druhým grandslamem sezóny French Open se ještě Berdych společně s krajanem Štěpánkem dostali do finále Světového poháru týmů, kde jim oplatili porážku z daviscupového střetnutí tenisté Srbska.  Na French Open byl sedmým nasazeným hráčem. Zde prošel první dvě kola bez ztráty setu, ve 3. kole však zvítězil nad Jihoafričanem Andersonem až v pěti setech. V osmifinále již byl nad jeho síly Argentinec del Potro, kterému podlehl ve čtyřech setech.

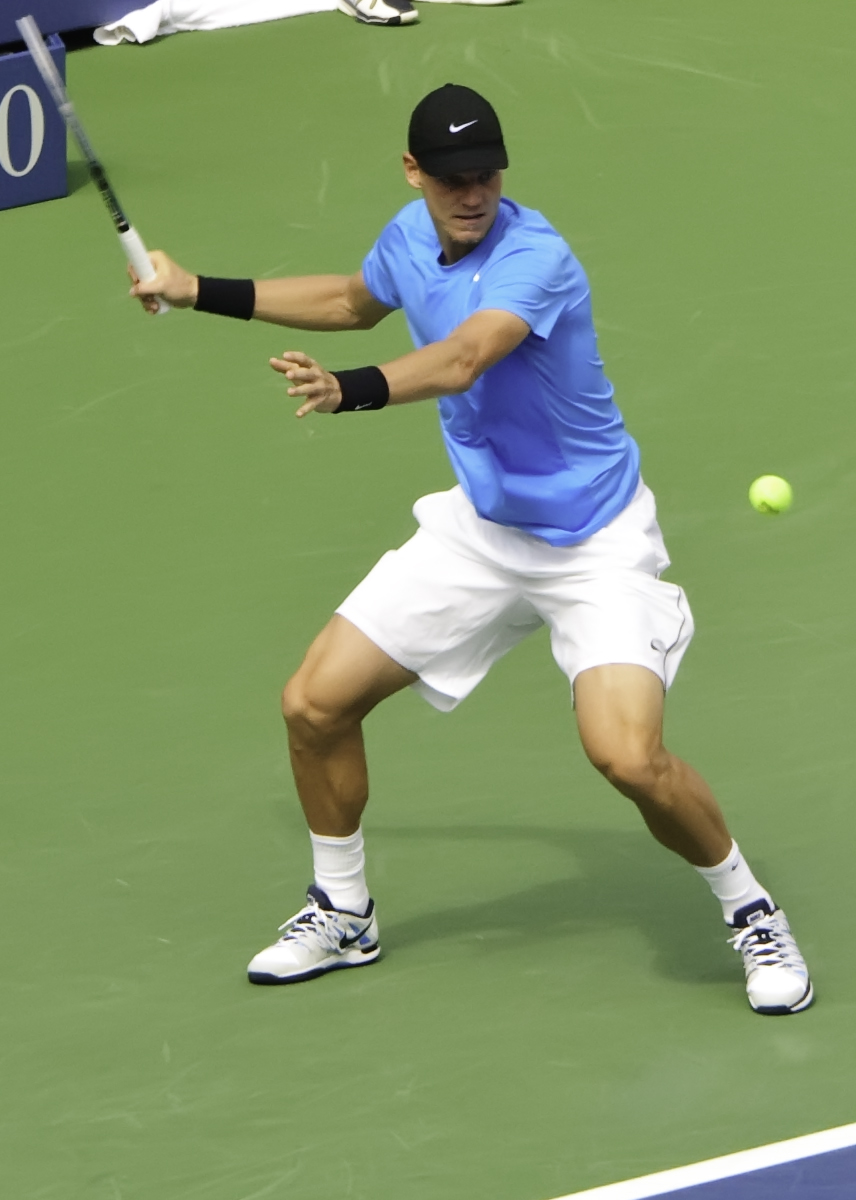
V semifinále US Open proti Murraymu

V Halle, přípravném turnaji před Wimbledonem, vypadl ve čtvrtfinále. S wimbledonským turnajem se však překvapivě rozloučil již v prvním kole, když prohrál ve třech tiebreacích s Lotyšem Ernestsem Gulbisem. Ani londýnský olympijský turnaj, který se konal právě na dvorcích Wimbledonu, ho nezastihl v optimální pohodě. I zde prohrál v prvním kole, tentokrát s Belgičanem Darcisem ve dvou setech.
V rámci přípravy na US Open si zahrál Berdych na třech turnajích v Severní Americe. Ani zde nebyl příliš úspěšný. Na turnajích série Masters 1000 v Torontu i v Cincinnati skončil již ve druhém kole. Až na méně dotovaném turnaji ve Winston Salemu dokázal dojít do finále, kde prohrál s Američanem Isnerem, přestože měl v tiebreaku třetího setu tři mečboly. Poslední grandslam sezóny ve Flushing Meadows jej zastihl v dobré formě. Jako nasazená šestka nejprve v prvním kole přehrál Belgičana Goffina, následovali Estonec Zopp, Američan Querrey a Španěl Almagro. Set ztratil pouze s Querrym. Ve čtvrtfinále ho čekal první nasazený hráč a světová jednička, Švýcar Federer. Toho porazil a postaral se o největší překvapení v mužské dvouhře. V semifinále pak za větrného počasí podlehl turnajové trojce Murraymu ve čtyřech setech.

### 2013
Na začátku nové sezóny Berdych oznámil, že se po skončení smlouvy u americké firmy Nike domluvil na úzké spolupráci se švédskou oděvní společností H&M, která ho bude oblékat hlavně na kurtu, ale i mimo něj. První turnaj odehrál na přelomu roku v indickém Čennaj, kde jako nasazená jednička nestačil ve čtvrtfinále na Španěla Roberto Bautistu. Na prvním grandslamu sezóny na Australian Open se dostal až do čtvrtfinále, kde padl s Novakem Djokovičem.

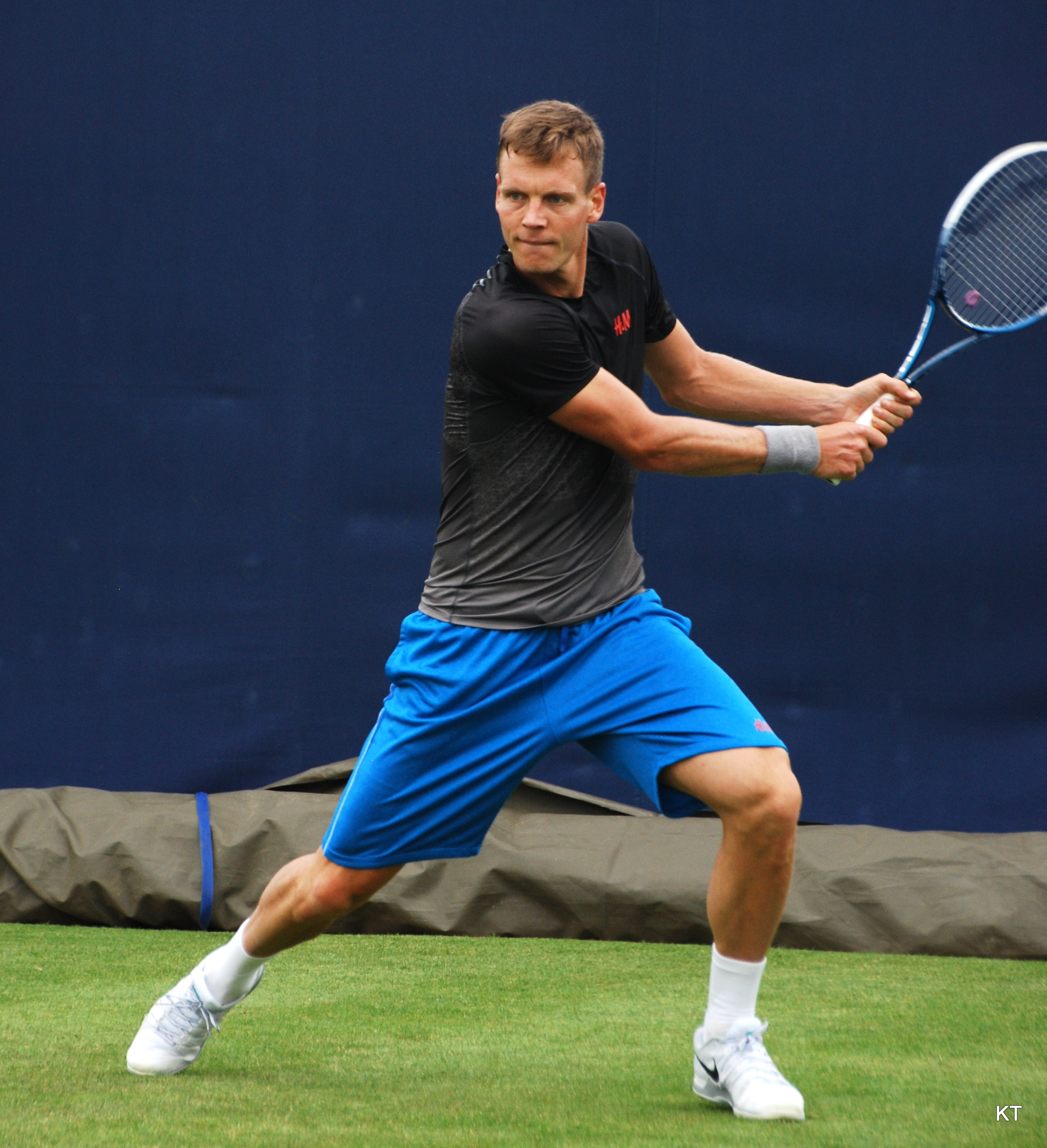
Během tréninku na Queen's Club Championships

Na začátku února pak reprezentoval Česko v 1. kole Davis Cupu. První den vyhrál úvodní dvouhru proti Henrimu Laaksonenovi . Druhý den pak odehrál nejdelší zápas tenisové čtyřhry na okruhu ATP a zároveň nejdelší zápas Davis Cupu, když v týmu s Lukášem Rosolem porazil švýcarské hráče Stanislase Wawrinku a Marca Chiudinelliho v 1. kole Davisova poháru po 7 hodinách a 2 minutách. Šlo o nejdelší zápas daviscupové historie a druhý nejdelší tenisový zápas na okruhu ATP vůbec. Následovaly dva turnaje, kde se dostal až do finále. V Marseille nestačil na Francouze Jo-Wilfrieda Tsongu a v Dubaji na světovou jedničku Novaka Djokoviće, se kterým prohrál ve dvou setech. V březnu na amerických turnajích na tvrdém povrchu nejprve nestačil v semifinále Indian Wells na pozdějšího vítěze Rafaela Nadala a následně v Miami, kde vypadl ve čtvrtfinále, když nestačil na Francouze Richarda Gasqueta.
Na prvním antukovém turnaji sezóny v Monte Carlu nestačil ve 3. kole na italského tenistu Fabia Fogniniho. Na dalším antukovém turnaji v Barceloně došel znovu do 3. kola, kde ho vyřadil Španěl Tommy Robredo. V květnu došel do semifinále dvou turnajů série Masters. V Mutua Madrid Open ho vyřadil Švýcar Stan Wawrinka a na římském Internazionali BNL d'Italia nestačil na Rafaela Nadala.

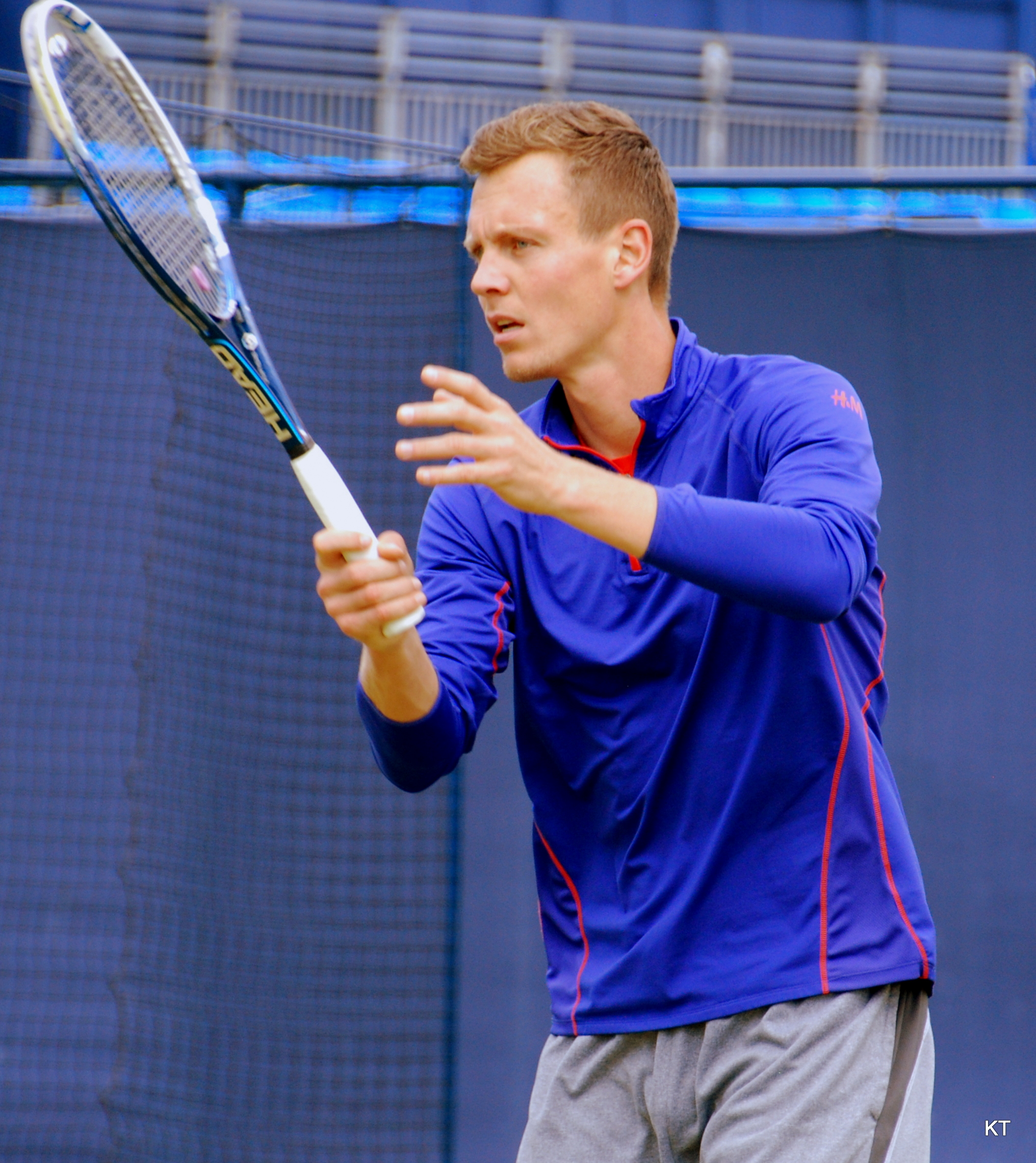
V londýnském Queen's Clubu

Do druhého grandslamu sezóny French Open nastupoval jako pátý nasazený. V prvním kole  jej vyřadil Gaël Monfils po pětisetovém průběhu. Po osmi letech změnil přípravný turnaj na Wimbledon, místo německého Halle hrál v londýnském Queens Clubu. V roli nasazené dvojky došel do čtvrtfinále, kde nestačil na chorvatského obhájce trofeje Marina Čiliće.
Ve Wimbledonu jako sedmý nasazený, dokázal na své cestě do čtvrtfinále porazit Martina Kližana, Daniela Brandse, Kevina Andersona, a Bernarda Tomice. Ve čtvrtfinále, ale nestačil na nasazenou jedničku Novaka Djokoviće. V roli nasazené jedničky startoval také na švédském antukovém turnaji v Båstadu. Ve čtvrtfinále byl, ale nad jeho síly Thiemo de Bakker z Nizozemska. V srpnu startoval jako nasazená šestka na turnaji v Cincinnati v americkém Ohiu, kde dokázal ve čtvrtfinále porazit olympijského vítěze a wimbledonského šampiona Andyho Murrayho. V semifinále však po boji nestačil na Španěla Rafaela Nadala. Po tomto úspěchu se však posunul poprvé v kariéře na 5. místo žebříčku ATP, ze kterého odsunul Švýcara Rogera Federera.

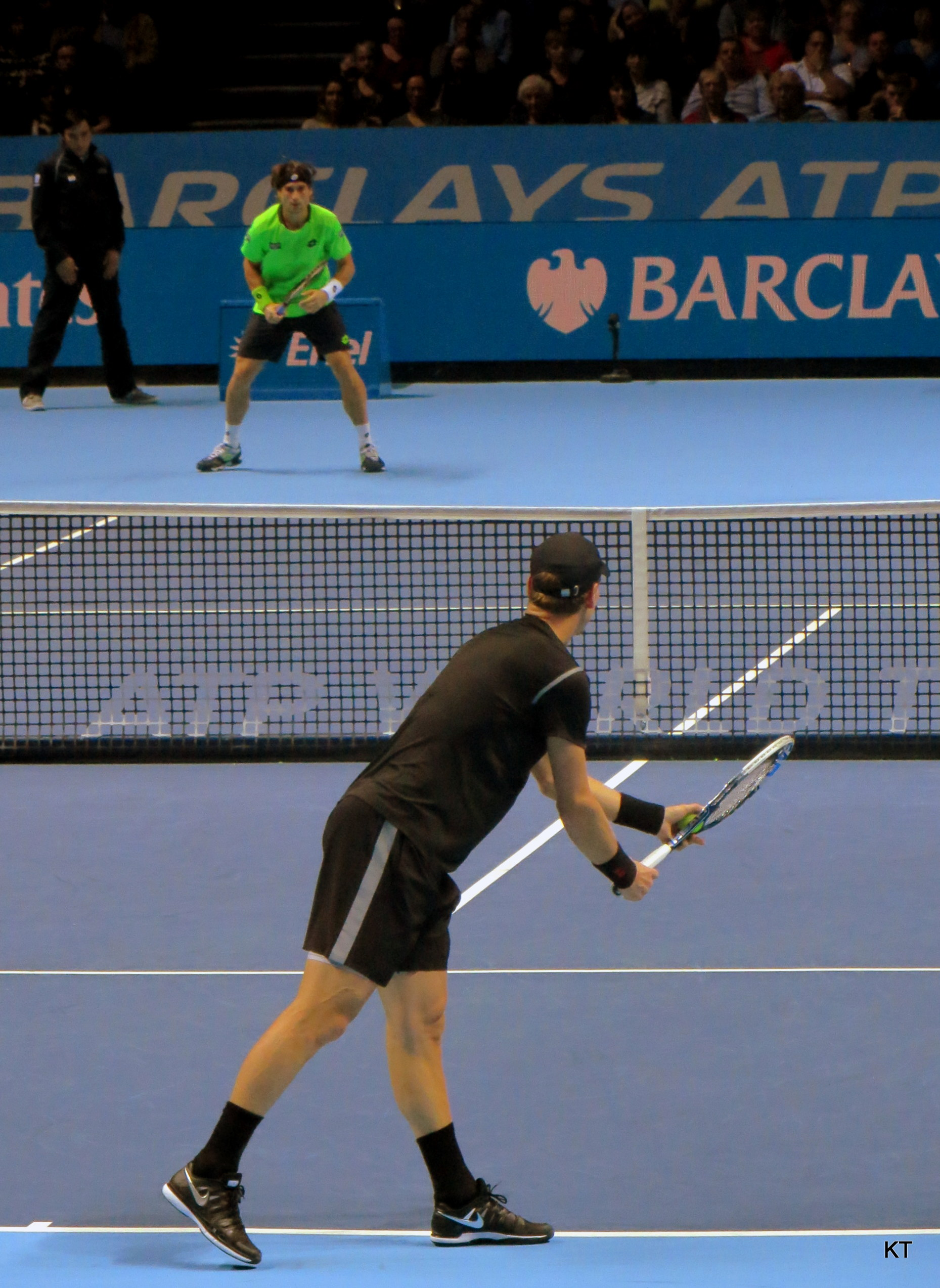
Podání proti Ferrerovi na Turnaji mistrů

Na posledním grandslamu sezóny US Open se představil coby nasazená pětka, v osmifinále však nestačil na Švýcara Stanislase Wawrinku. Po prohře na turnaji ve Flushing Meadows si tak zhoršil bilanci s desátým hráčem světa na 5:7. V polovině září nastoupil k semifinálovému utkání Davisova poháru proti Argentině. Český tým postoupil do finále a Berdych týmu přispěl bodem z dvouhry a půl bodem ze čtyřhry, kde hrál opět s Radkem Štěpánkem. Jelikož ale v loňském semifinále odehrál o zápas víc, neobhájil potřebné body a klesl na 6. příčku žebříčku ATP.
V prvním turnaji asijského turné v Bangkoku se probojoval až do finále, kde však nestačil na Milose Raonice a podlehl mu ve dvou setech. V turnaji série Masters v Šanghaji skončil před branami čtvrtfinále na raketě Argentince Nicoláse Almagra. Na turnaji v Basileji podlehl hned v prvním kole Ivu Karlovićovi. Tímto výsledkem si však zajistil 4. účast v řadě na Turnaji mistrů v Londýně. Do Turnaje mistrů vstupoval jako pátý nasazený hráč. V prvním zápase prohrál s neoblíbeným Stanislasem Wawrinkou. Pak sice porazil Davida Ferrera, ale po další prohře, tentokrát s nasazenou jedničkou Rafaelem Nadalem jeho cesta turnajem skončila. V žebříčku tak spadl na 7 místo.
Další víkend, v polovině listopadu, následovalo finále Davisova poháru v Srbsku. Za Srby nastoupil i čerstvý vítěz Turnaje mistrů Novak Djoković. Ten sice vyhrál obě své dvouhry, ale zbylé duely patřily Čechům. Berdych porazil první den srbskou dvojku Dušana Lajoviće hladce ve třech setech, ke druhému bodu pak pomohl ve čtyřhře, když s Radkem Štěpánkem porazili srbský pár Ilija Bozoljac, Nenad Zimonjić. V neděli sice Berdych prohrál s Djokovićem, rozhodující bod však stejně jako před rokem získal Radek Štěpánek. Berdych tak s týmem obhájil nejcennější týmovou trofej v tenise.

### 2014

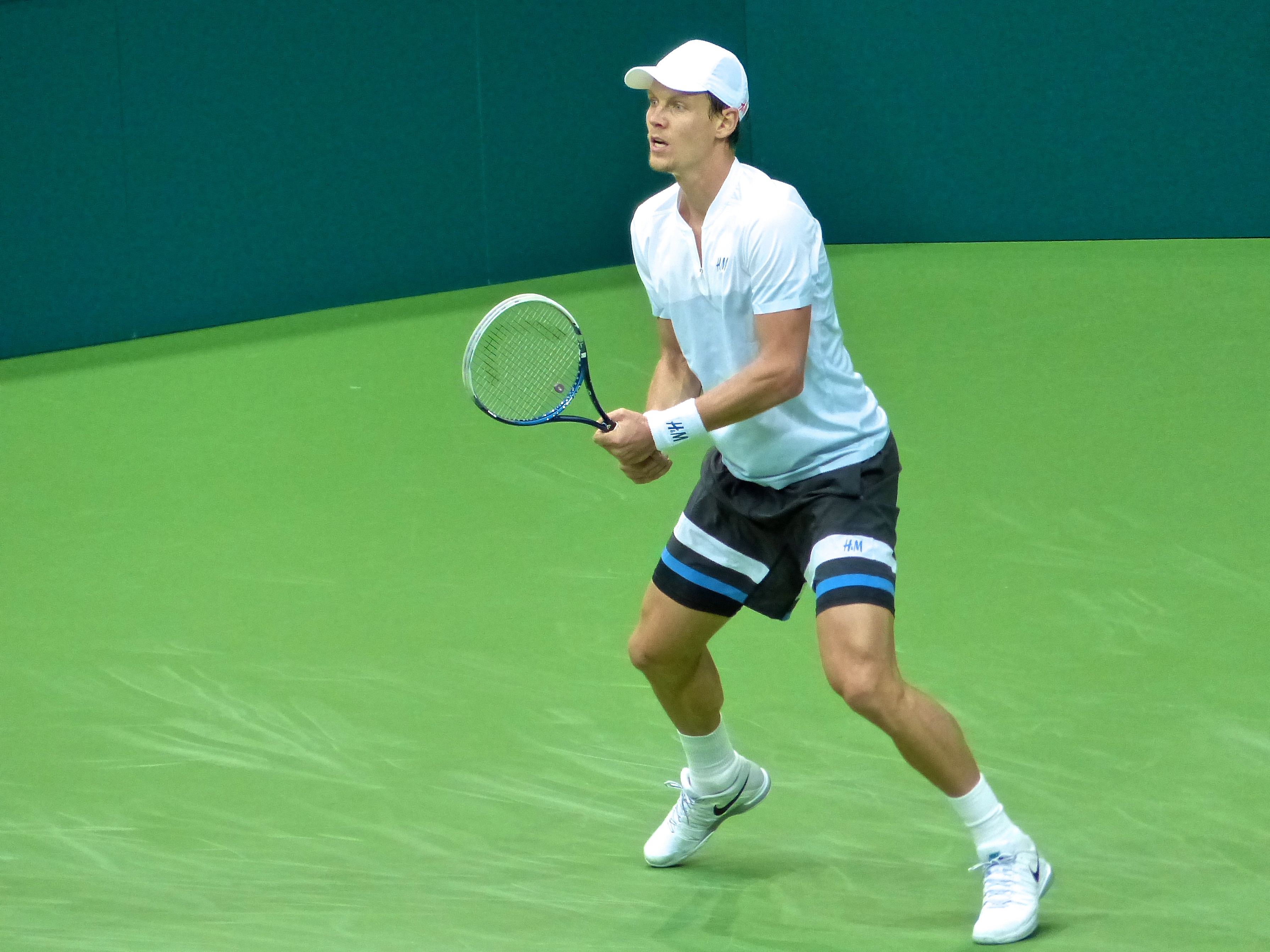
Ve finále vítězného Rotterdam Open, kde získal 9. singlový titul na okruhu ATP Tour

Novou sezónu zahájil na turnaji v Dauhá v prvním kole podlehl Chorvatu Ivu Karlovićovi. Společně s Janem Hájkem však vyhráli soutěž čtyřhry, když ve finále porazili deblové specialisty Peyu se Soaresem. Poté zamířil na exhibiční turnaj v Austrálii, kde ve finále podlehl Keiu Nišikorovi. Na grandslamu Australian Open se probojoval do svého prvního semifinále v Melbourne Parku. V prvním kole porazil Nedověsova. Ve druhém si poradil s De Schepperem, poté zdolal Džumhura a v osmifinále narazil na Kevina Andresona. Po Jihoafričanově vyřazení ztratil ve čtvrtfinále jediný set s Davidem Ferrerem a postoupil do semifinále. V něm prohrál s pozdějším vítězem Stanislasem Wawrinkou.
Poté následovalo první kolo Davisova poháru proti Nizozemsku, přes které český tým postoupil výsledkem 3:2 na zápasy. V páteční dvouhře si Berdych poradil s Igorem Sijslingem, po něm však Radek Štěpánek nestačil na Haaseho. Sobotní vyrovnanou čtyřhru nakonec ovládli Berdych se Štěpánkem, když zdolali pár Rojer a Haase. Do nedělního singlu nastoupil náhradník Thiem De Bakker, kterého Berdych bez potíží přehrá. Během mezistátního utkání prohlásil, že v probíhající sezóně již v Davisově poháru nenastoupí, aby se mohl soustředit na individuální kariéru.

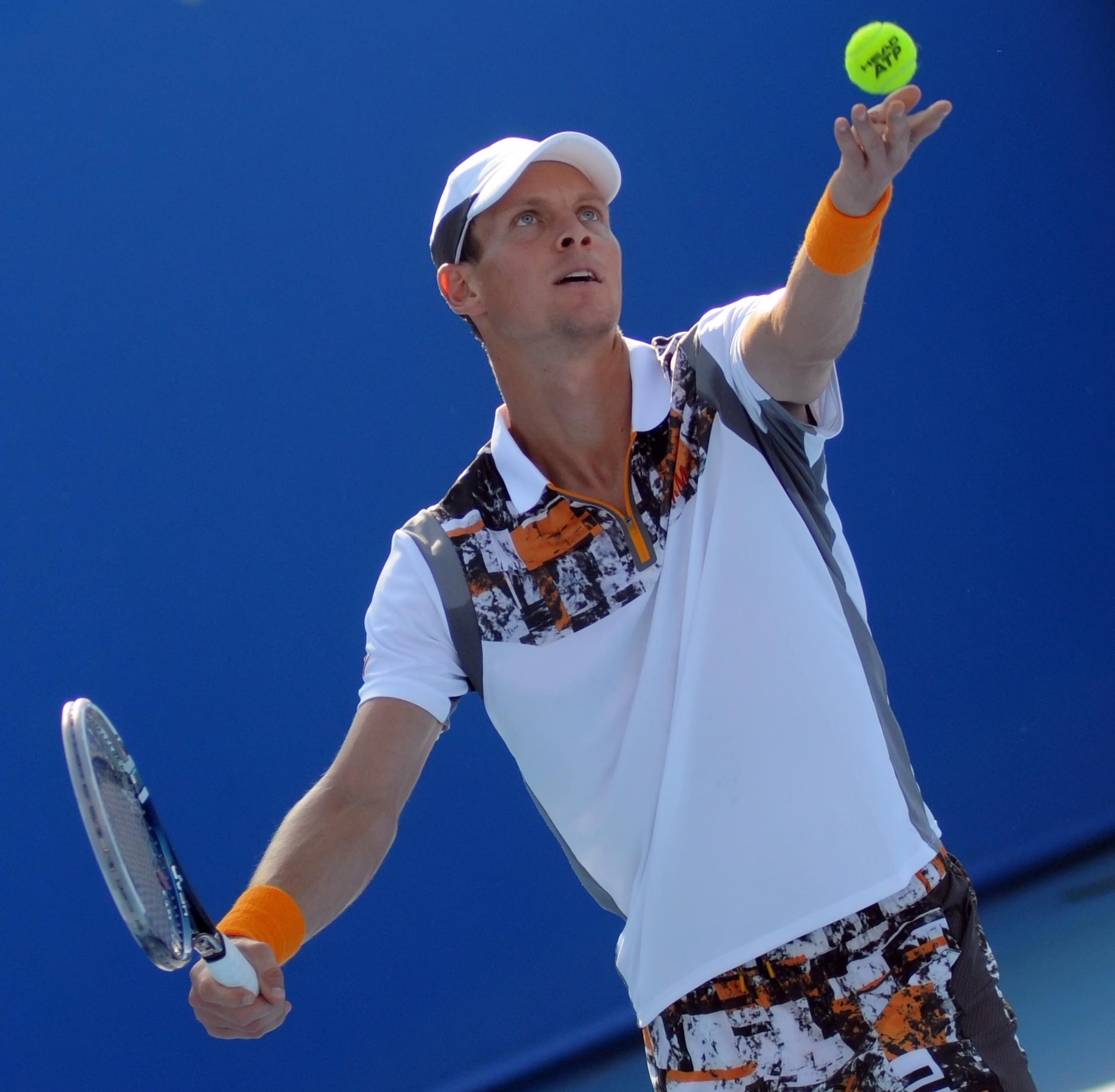
Podání na China Open 2014

Kvalitní formu potvrdil na Rotterdam Open, kde získal titul. V prvním kole si poradil s Andreasem Seppim, ve druhém přehrál Nicolase Mahuta. V boji o semifinále na něj nestačil Polák Jerzy Janowicz. Mezi poslední čtyřkou hráčů zůstal na jeho raketě Lotyš Ernests Gulbis. Po šestnácti měsících vyhrál singlové finále na okruhu ATP Tour, když si poradil s Chorvatem Marinem Čilićem, což znamenalo posun na 6. místo žebříčku před Andyho Murrayho.
Dobré výkony pokračovaly také na turnaji v Dubaji, kde na úvod přehrál kvalifikanta Copila. Ve druhém pak porazil Serhije Stachovského. Ve čtvrtfinále jej čekal těžší úkol v podobě Francouze Tsongy. I toho však dokázal zdolat ve dvou setech. V semifinále narazil na Němce Philippa Kohlschreibera, proti němuž zvládl koncovky obou sad. Ve finále však nenašel recept na světovou osmičku Rogera Federera, jemuž podlehl po třísetové bitvě, i když měl ve druhém setu výhodu prolomeného podání za stavu gamů 3–2. V následně klasifikaci ze 3. března se vrátil na své kariérní maximum, když figuroval na 5. příčce žebříčku.

### 2015
Sezónu rozehrál lednovým turnajem Qatar ExxonMobil Open v Dauhá, kde se jako třetí nasazený probojoval do finále. V něm podlehl Davidu Ferrerovi po dvousetovém průběhu..

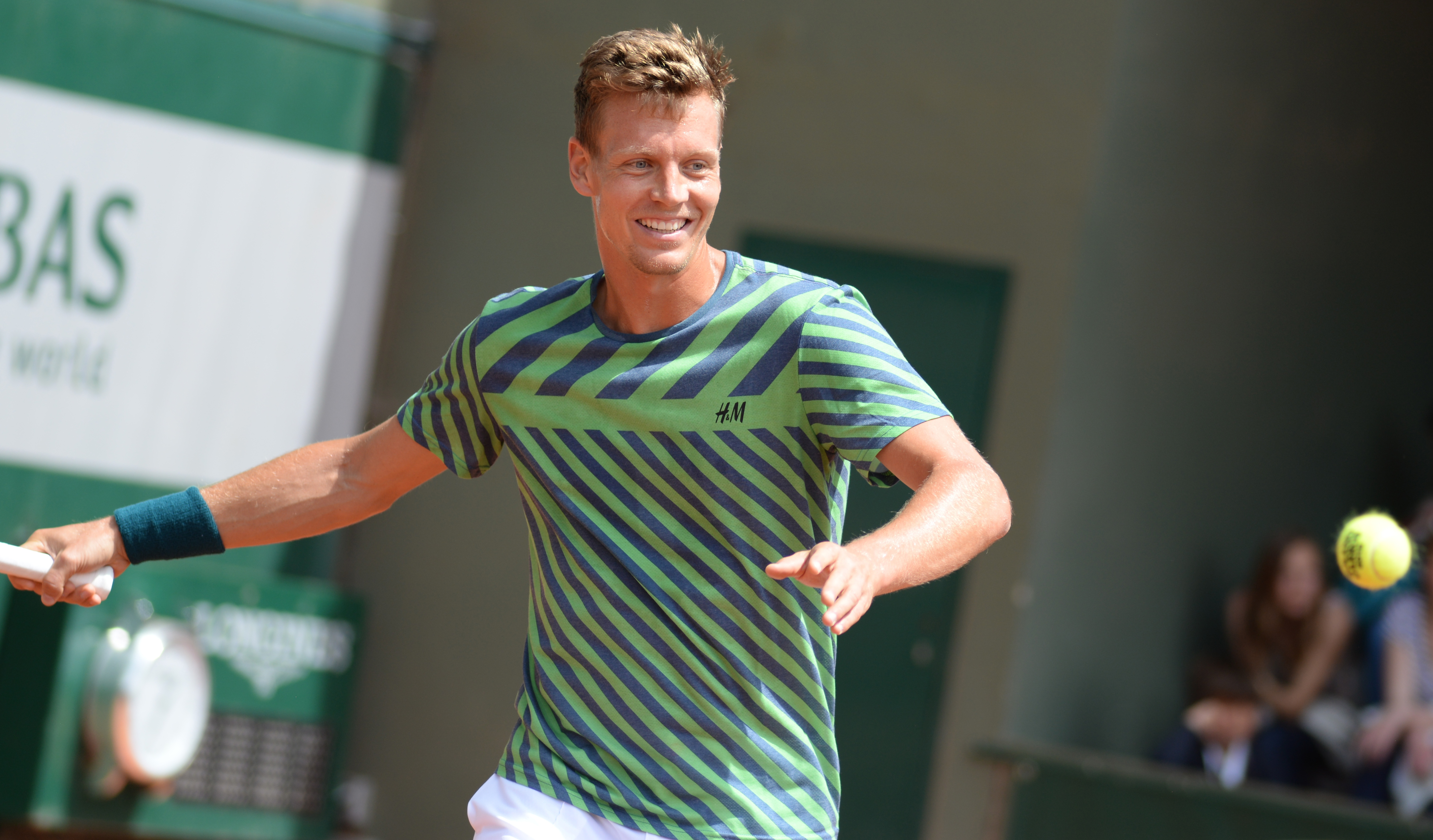
Forhend na French Open 2015

Na Australian Open se podruhé v kariéře probojoval do semifinále přes třetího hráče světa Rafaela Nadala po třísetovém průběhu. Ukončil tak sérii sedmnácti vzájemných proher v řadě, když naposledy předtím Španěla porazil ve čtvrtfinále Madrid Masters 2006. Český tenista snížil pasivní bilanci vzájemných zápasů na 4:18. Pokud by ze zápasu odešel poražen i po osmnácté za sebou, znamenalo by to to nový mužský rekord otevřené éry. Nadal ve druhé sadě utržil třetího „kanára“ své grandslamové kariéry a prvního od wimbledonského finále 2006. Berdych v utkání zahrál 10 es, 46 vítězných úderů, 21 nevynucených chyb, proměnil pět z deseti breakových možností a nedopustil se žádné dvojchyby. Bývalá světová jednička naopak zaznamenala 3 esa, 6 dvojchyb, 24 winnerů, 26 nevynucených chyb a ze čtyř nabídek ani jednou neprolomila podání. V následném semifinále ho čekal Brit Andy Murray, bývalý svěřenec Berdychova kouče Daniela Vallverdeho. Český hráč měl před duelem kladnou bilanci vzájemných zápasů se skórem 6:4, když poslední vzájemný zápas v americkém Cincinnati vyhrál. Zápas začal pro českého tenistu dobře, když v napínavé zkrácené hře vyhrál 1. set nejtěsnějším poměrem míčů 8:6. Murrayho však ztracený set nesrazil, ba naopak, druhý set jasně ovládl a za 30 minut uštědřil Berdychovi kanára. Vyrovnaný 3. set díky jednomu využitému brejku ovládl britský tenista a byl tak blízko postupu do jeho čtvrtého finálového utkání na australském grandslamu. Ve 4. setu se pak Berdych herně zlepšoval, avšak za stavu 3:2 nevyužil ani jeden z nabídnutých dvou brejkbolů a tím si podepsal ortel. Za stavu 5–5 a 15:30 nejprve udělal dvojchybou a následně zkazil bekhendový úder, čímž přišel o svoje podání. Murray pak při svém servisu duel dokončil čistou hrou. Na pozápasové tiskové konferenci litoval Berdych prohry: „Jsem opravdu nešťastný a bez nálady. Jsem hrozně zklamaný, že jsem tenhle zápas prohrál. Musím se vrátit silnější a lepší, tak to je.“
Na přelomu září a října přijel na druhý ročník šenčenského ATP Shenzhen Open v roli světové pětky a nejvýše nasazeného hráče. Roli favorita potvrdil, když na cestě pavoukem neztratil žádný set. Ve čtvrtfinále se poprvé na okruhu ATP Tour střetl s prostějovským oddílovým spoluhráčem Jiřím Veselým, který mu odebral pět gamů. Mezi poslední čtveřicí vyřadil třetího nasazeného Španěla Tommyho Robreda a v odloženém pondělním finále zdolal španělskou turnajovou čtyřku Guillerma Garcíu-Lópeze po dvousetovém průběhu. V probíhající sezóně si tak připsal premiérové turnajové vítězství, které znamenalo jedenáctý singlový titul.

## Týmové soutěže
Za daviscupový tým České republiky do září 2017 odehrál 29 mezistátní zápasů s celkovou bilancí 50 výher a 17 proher, z toho s poměrem ve dvouhře 29–15 a ve čtyřhře 21–2.
V roce 2009 si poprvé zahrál finále Davisova poháru, tým České republiky ve složení Tomáš Berdych, Lukáš Dlouhý, Jan Hájek a Radek Štěpánek tehdy podlehl v Barceloně domácímu Španělsku 0:5 na zápasy. V roce 2012 triumfoval spolu s Petrou Kvitovou na Hopmanově poháru, když ve finále zdolali Francii 2:0 na zápasy. Stal se také členem vítězného českého týmu v Davis Cupu 2012, když po boku Iva Mináře, Lukáše Rosola a Radka Štěpánka v pražském finále porazili obhájce titulu ze Španělska 3:2 na zápasy. Triumf zopakoval také v roce 2013. V pozici lídra družstva, společně s Janem Hájkem, Rosolem a Štěpánkem, přehráli v bělehradském finále Srbsko opět 3:2 na zápasy.
Bez vyhraného utkání byl členem vítězného evropského týmu v premiérovém ročníku Laver Cupu 2017. Spolu s Rogerem Federerem se tak stal jediným hráčem, který získal trofeje ze tři v dané chvíli aktivních týmových soutěží – Davisova, Hopmanova a Laverova poháru.

## Trenérské vedení
Od roku 2009 do prosince 2014 ho trénoval bývalý Štěpánkův kouč Tomáš Krupa. Od 16. prosince 2014 do května 2016 ho vedl Venezuelan Daniel Vallverdu, který dříve spolupracoval s Andym Murraym. Berdych rozchod oznámil na svém facebookovém profilu, když dodal: „Už nejsem tenista, který by svou kariéru teprve začínal, proto musím jednat rychle, když cítím, že potřebuju změnu.“ Poté jej dočasně na letní část roku nahradil Chorvat Luka Kutanjac. Od srpna 2016 se pak tenisovým trenérem stal bývalý chorvatský tenista a wimbledonský vítěz Goran Ivanišević. Spolupráci ukončili na French Open 2017 bez vyhraného turnaje ze strany Berdycha. Jako nejlepší výkony svého svěřence Chorvat zhodnotil březnový zápas na Miami Masters 2017 proti Federerovi, v němž český hráč nevyužil dva mečboly a finále na Lyon Open 2017. Rozchod pak komentoval slovy: „Zkusili jsme úplně všechno. Ale prostě to nevyšlo“.
Od roku 2014 jej jako kondiční kouč připravuje chorvatský atlet Azuz Simcich. Na konci června 2017 Berdych oznámil spolupráci s bývalým tenistou Martinem Štěpánkem, který jej porazil roku 2001 na plzeňském Futures. Kouč dříve vedl Ivana Dodiga. Prvním společným turnajem se stal Wimbledon 2017.
- Tomáš Krupa (2009–2014)
- Daniel Vallverdu (2014–2016)[49]
- Luka Kutanjac (2016)
- Goran Ivanišević (2016–2017)[47]
- Martin Štěpánek (2017–2019)[48]

## Soukromý život
V letech 2002–2011 byl přítelem české tenistky Lucie Šafářové, se kterou v letech 2007 a 2008 reprezentoval Českou republiku na Hopmanově poháru. V roce 2011 se jeho partnerkou stala o sedm let mladší modelka Ester Sátorová, dříve tenistka TK Fatra Napajedla. Oba se poznali na tenisových kurtech již v dětství. Na lednovém Australian Open 2015 pár oznámil zasnoubení a v polovině července 2015 následoval sňatek v Monte Carlu. Trvalým bydlištěm je Monako.
V roce 2008 absolvoval Střední odbornou školu podnikání a obchodu v Prostějově. Od roku 2011 je spolumajitelem fotovoltaické elektrárny Lužany.

## Finále na Grand Slamu

### Mužská dvouhra: 1 (0–1)
| Stav      | rok  | turnaj    | povrch | soupeř ve finále | výsledek      |
| --------- | ---- | --------- | ------ | ---------------- | ------------- |
| Finalista | 2010 | Wimbledon | tráva  | Rafael Nadal     | 3–6, 5–7, 4–6 |

## Finále na okruhu ATP Tour
| Legenda (před/od 2009)                                      |
| ----------------------------------------------------------- |
| D – dvouhra; Č – čtyřhra                                    |
| Grand Slam (0–1 D)                                          |
| Turnaj mistrů (0)                                           |
| ATP Masters Series / ATP Tour Masters 1000 (1–3 D)          |
| ATP International Series Gold / ATP Tour 500 (3–4 D; 1–1 Č) |
| ATP International Series / ATP Tour 250 (9–11 D; 1–0 Č)     |

| Finále dle povrchu    |
| --------------------- |
| tvrdý (9–11 D; 2–1 Č) |
| tráva (1–2 D)         |
| antuka (2–6 D)        |
| koberec (1–0 D)       |

### Dvouhra: 32 (13–19)
| Stav      | č.  | datum            | turnaj                         | povrch      | soupeř ve finále       | výsledek                |
| --------- | --- | ---------------- | ------------------------------ | ----------- | ---------------------- | ----------------------- |
| Vítěz     | 1.  | 27. září 2004    | Palermo, Itálie                | antuka      | Filippo Volandri       | 6–3, 6–3                |
| Finalista | 1.  | 4. července 2005 | Båstad, Švédsko                | antuka      | Rafael Nadal           | 6–2, 2–6, 4–6           |
| Vítěz     | 2.  | 31. října 2005   | Paříž, Francie                 | koberec (h) | Ivan Ljubičić          | 6–3, 6–4, 3–6, 4–6, 6–4 |
| Finalista | 2.  | 12. června 2006  | Halle, Německo                 | tráva       | Roger Federer          | 0–6, 7–6(7–4), 2–6      |
| Finalista | 3.  | 25. září 2006    | Bombaj, Indie                  | tvrdý       | Dmitrij Tursunov       | 3–6, 6–4, 6–7(5–7)      |
| Vítěz     | 3.  | 11. června 2007  | Halle, Německo                 | tráva       | Marcos Baghdatis       | 7–5, 6–4                |
| Finalista | 4.  | 7. července 2008 | Båstad, Švédsko                | antuka      | Tommy Robredo          | 4–6, 1–6                |
| Vítěz     | 4.  | 5. října 2008    | Tokio, Japonsko                | tvrdý       | Juan Martín del Potro  | 6–1, 6–4                |
| Vítěz     | 5.  | 11. května 2009  | Mnichov, Německo               | antuka      | Michail Južnyj         | 6–4, 4–6, 7–6(7–5)      |
| Finalista | 5.  | 4. dubna 2010    | Miami, Spojené státy           | tvrdý       | Andy Roddick           | 5–7, 4–6                |
| Finalista | 6.  | 4. července 2010 | Wimbledon, Spojené království  | tráva       | Rafael Nadal           | 3–6, 5–7, 4–6           |
| Vítěz     | 6.  | 9. října 2011    | Peking, Čína                   | tvrdý       | Marin Čilić            | 3–6, 6–4, 6–1           |
| Vítěz     | 7.  | 5. února 2012    | Montpellier, Francie           | tvrdý (h)   | Gaël Monfils           | 6–2, 4–6, 6–3           |
| Finalista | 7.  | 13. května 2012  | Madrid, Španělsko              | antuka      | Roger Federer          | 6–3, 5–7, 5–7           |
| Finalista | 8.  | 25. srpna 2012   | Winston-Salem, Spojené státy   | tvrdý       | John Isner             | 6–3, 4–6, 6–7(9–11)     |
| Vítěz     | 8.  | 21. října 2012   | Stockholm, Švédsko             | tvrdý (h)   | Jo-Wilfried Tsonga     | 4–6, 6–4, 6–4           |
| Finalista | 9.  | 24. února 2013   | Marseille, Francie             | tvrdý (h)   | Jo-Wilfried Tsonga     | 6–3, 6–7(6–8), 4–6      |
| Finalista | 10. | 2. března 2013   | Dubaj, Spojené arabské emiráty | tvrdý       | Novak Djoković         | 5–7, 3–6                |
| Finalista | 11. | 29. září 2013    | Bangkok, Thajsko               | tvrdý (h)   | Milos Raonic           | 6–7(4–7), 3–6           |
| Vítěz     | 9.  | 16. února 2014   | Rotterdam, Nizozemsko          | tvrdý (h)   | Marin Čilić            | 6–4, 6–2                |
| Finalista | 12. | 1. března 2014   | Dubaj, Spojené arabské emiráty | tvrdý       | Roger Federer          | 6–3, 4–6, 3–6           |
| Finalista | 13. | 4. května 2014   | Oeiras, Portugalsko            | antuka      | Carlos Berlocq         | 6–0, 5–7, 1–6           |
| Finalista | 14. | 5. října 2014    | Peking, Čína                   | tvrdý       | Novak Djoković         | 0–6, 2–6                |
| Vítěz     | 10. | 19. října 2014   | Stockholm, Švédsko (2)         | tvrdý (h)   | Grigor Dimitrov        | 5–7, 6–4, 6–4           |
| Finalista | 15. | 10. ledna 2015   | Dauhá, Katar                   | tvrdý       | David Ferrer           | 4–6, 5–7                |
| Finalista | 16. | 15. února 2015   | Rotterdam, Nizozemsko          | tvrdý (h)   | Stan Wawrinka          | 6–4, 3–6, 4–6           |
| Finalista | 17. | 19. dubna 2015   | Monte Carlo, Monako            | antuka      | Novak Djoković         | 5–7, 6–4, 3–6           |
| Vítěz     | 11. | 5. října 2015    | Šen-čen, Čína                  | tvrdý       | Guillermo García-López | 6–3, 7–6(9–7)           |
| Vítěz     | 12. | 25. října 2015   | Stockholm, Švédsko (3)         | tvrdý (h)   | Jack Sock              | 7–6(7–1), 6–2           |
| Vítěz     | 13. | 2. října 2016    | Šen-čen, Čína (2)              | tvrdý       | Richard Gasquet        | 7–6(7–5), 6–7(2–7), 6–3 |
| Finalista | 18. | 27. května 2017  | Lyon, Francie                  | antuka      | Jo-Wilfried Tsonga     | 6–7(2–7), 5–7           |
| Finalista | 19. | 6. ledna 2019    | Dauhá, Katar                   | tvrdý       | Roberto Bautista Agut  | 4–6, 6–3, 3–6           |

### Čtyřhra: 3 (2–1)
| Stav      | č. | datum             | turnaj                          | povrch    | spoluhráč        | soupeři ve finále                    | výsledek               |
| --------- | -- | ----------------- | ------------------------------- | --------- | ---------------- | ------------------------------------ | ---------------------- |
| Vítěz     | 1. | 24. února 2008    | Rotterdam, Nizozemsko           | tvrdý (h) | Dmitrij Tursunov | Philipp Kohlschreiber Michail Južnyj | 7–5, 3–6, [10–7]       |
| Finalista | 1. | 7. listopadu 2010 | Washington, D.C., Spojené státy | tvrdý     | Radek Štěpánek   | Mardy Fish Mark Knowles              | 6–4, 6–7(7–10), [7–10] |
| Vítěz     | 2. | 3. ledna 2014     | Dauhá, Katar                    | tvrdý     | Jan Hájek        | Alexander Peya Bruno Soares          | 6–2, 6–4               |

## Postavení na konečném žebříčku ATP

### Dvouhra
| Rok    | 2001  | 2002   | 2003   | 2004  | 2005  | 2006  | 2007  | 2008  | 2009  | 2010 | 2011 | 2012 | 2013 | 2014 | 2015 | 2016  | 2017  | 2018  |
| Pořadí | 1379. | ▲ 531. | ▲ 103. | ▲ 44. | ▲ 25. | ▲ 13. | ▼ 14. | ▼ 20. | ▬ 20. | ▲ 6. | ▼ 7. | ▲ 6. | ▼ 7. | ▬ 7. | ▲ 6. | ▼ 10. | ▼ 19. | ▼ 71. |

### Čtyřhra
| Rok    | 2001  | 2002    | 2003   | 2004   | 2005  | 2006  | 2007   | 2008   | 2009   | 2010   | 2011   | 2012   | 2013   | 2014   | 2015   | 2016   | 2017   | 2018 |
| Pořadí | 1445. | ▼ 1535. | ▲ 200. | ▼ 415. | ▲ 69. | ▼ 75. | ▼ 166. | ▲ 124. | ▬ 124. | ▼ 140. | ▲ 102. | ▼ 106. | ▼ 174. | ▼ 192. | ▼ 201. | ▼ 209. | ▼ 547. | —    |